# グレイテスト・ヒッツ (モトリー・クルーのアルバム)
| 専門評論家によるレビュー         | 専門評論家によるレビュー |
| レビュー・スコア                 | レビュー・スコア         |
| 出典                             | 評価                     |
| -------------------------------- | ------------------------ |
| AllMusic                         | [ 1 ]                    |
| Collector's Guide to Heavy Metal | 5/10                     |

『グレイテスト・ヒッツ』 (Greatest Hits) は、モトリー・クルーが1998年にデビュー以降在籍してきたエレクトラから離れた際に、彼ら自身の立ち上げたモトリー・レコーズからリリースした2枚目のベスト・アルバム。

## 収録曲
1. ビター・ピル - Bitter Pill  [4:26] ＊新曲
2. エンスレイヴド - Enslaved  [4:32] ＊新曲
3. ガールズ、ガールズ、ガールズ - Girls,Girls,Girls [4:30]
4. キックスタート・マイ・ハート - Kickstart My Heart [4:43]
5. ワイルド・サイド - Wild Side [4:40]
6. グリッター（リミックス） - Glitter (Remix) [4:30]
7. ドクター・フィールグッド - Dr.Feelgood [4:50]
8. セイム・オール・シチュエイション - Same Ol' Situation [4:12]
9. ホーム・スウィート・ホーム - Home Sweet Home [3:55]
10. アフレイド - Afraid [4:08]
11. ドント・ゴー・アウェイ・マッド（ジャスト・ゴー・アウェイ） - Don't Go Away Mad (Just Go Away) [4:40]
12. ウィズアウト・ユー - Without You [4:29]
13. スモーキン・イン・ザ・ボーイズ・ルーム - Smokin' In The Boys Room [3:22]
14. プライマル・スクリーム - Primal Scream [4:44]
15. トゥー・ファースト・フォー・ラヴ - Too Fast For Love [3:22]
16. ルックス・ザット・キル - Looks That Kill [4:07]
17. シャウト・アット・ザ・デヴィル'97 - Shout At The Devil '97 [3:42]

## 参加ミュージシャン
- ヴィンス・ニール (Vince Neil)  - ボーカル
- ミック・マーズ (Mick Mars)  - ギター
- ニッキー・シックス (Nikki Sixx)  - ベース
- トミー・リー (Tommy Lee)  - ドラム